# Naissance en 1907
Naissance
- 1903
- 1904
- 1905
- 1906
- 1907
- 1908
- 1909
- 1910
- 1911

Cette page dresse une liste de personnalités nées au cours de l'année 1907. La liste des naissances est présentée dans l'ordre chronologique. La liste des personnes référencées dans Wikipédia est disponible dans la page de la Catégorie: Naissance en 1907

## Janvier
- 1er janvier :
  - Jean Carzou, peintre, graveur et décorateur français d'origine arménienne († 12 août 2000).
  - Luigi Giacobbe, coureur cycliste italien († 1er décembre 1995).
- 5 janvier : Alfred Keller, compositeur suisse († 14 juin 1987).
- 11 janvier : Pierre Mendès France, homme politique français († 18 octobre 1982).
- 13 janvier : Jeff Morrow, acteur américain († 26 décembre 1993).
- 15 janvier : Felicia Pacanowska, peintre et graveuse polonaise († 2002).
- 16 janvier :
  - Pierre Ambrogiani, peintre, graveur et sculpteur français († 23 octobre 1985).
  - Martin Scherber, compositeur allemand († 10 janvier 1974).
- 17 janvier :
  - Maurice Raes, coureur cycliste belge († 23 février 1992).
  - Dorothea Rudnick, embryologiste américaine († 10 janvier 1990).
  - Allegro Grandi, coureur cycliste italien († 23 avril 1973).
- 23 janvier : Dan Duryea, acteur américain († 7 juin 1968).
- 24 janvier : Maurice Couve de Murville, homme politique français († 24 décembre 1999).
- 29 janvier : Francisco de Madina, prêtre conventuel et compositeur espagnol  († 30 juin 1972).
- 31 janvier : Maurice Seynaeve, coureur cycliste belge († 28 novembre 1998).

## Février
- 1er février : Camargo Guarnieri, compositeur brésilien († 13 janvier 1993).
- 4 février : Léopold Kretz, statuaire, dessinateur et peintre d'origine polonaise († 16 avril 1990).
- 5 février : Pierre Pflimlin, homme politique français († 27 juin 2000).
- 10 février :Pierre Pfimlin, Président du parlement européen de 1984 à 87

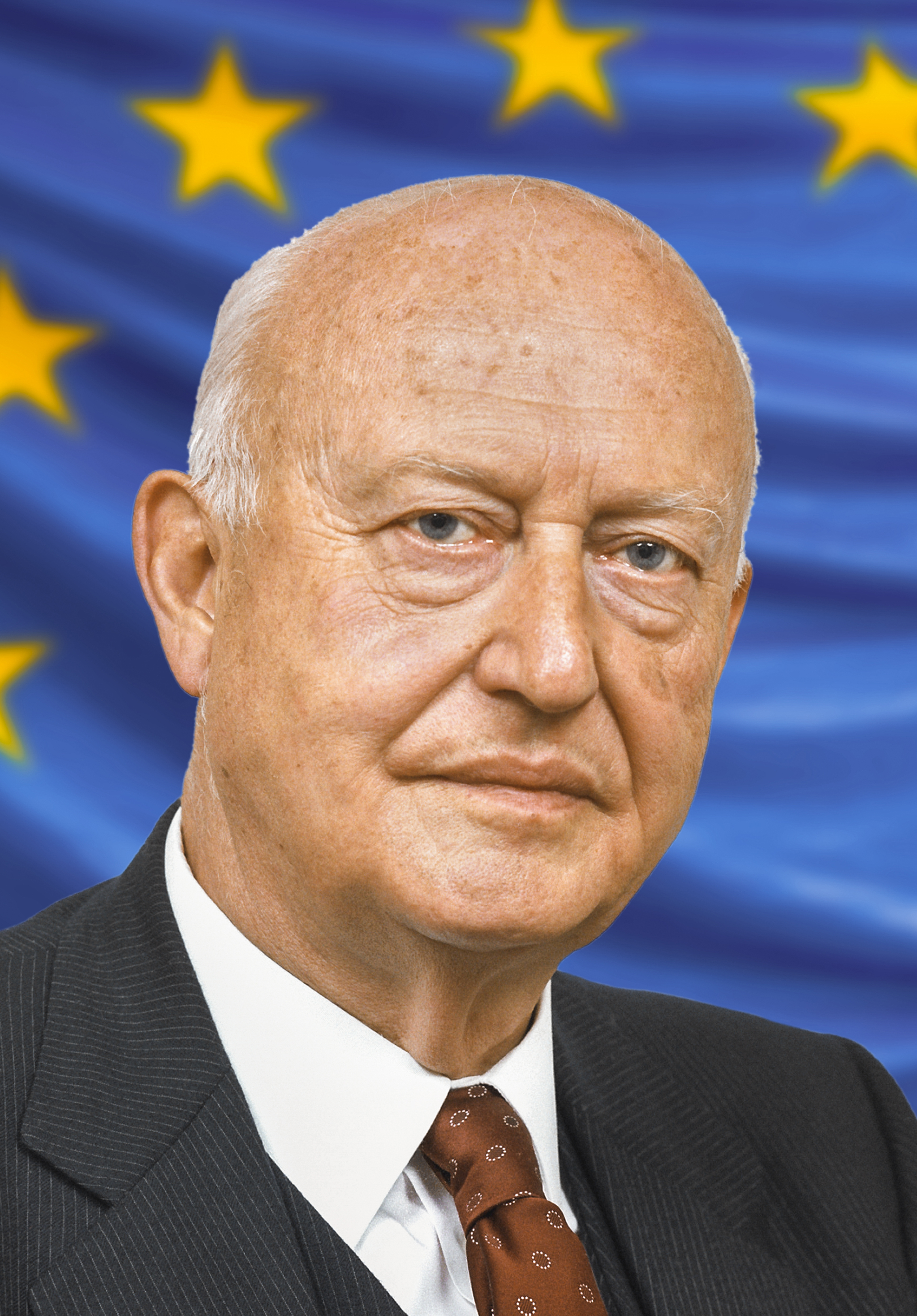
Pierre Pfimlin, Président du parlement européen de 1984 à 87

  - Stephen Bekassy, acteur américain d'origine hongroise († 30 octobre 1995).
  - Lew Kowarski, physicien français († 30 juillet 1979).
  - André Marchand, peintre et lithographe français († 29 décembre 1997).
- 12 février : Joseph Kearns, acteur américain († 17 février 1962).
- 15 février : Jean Langlais, organiste, improvisateur, pédagogue et compositeur français († 8 mai 1991).
- 16 février : 
  - Jean Burger, résistant français, fondateur du groupe de résistance « Mario » († 3 avril 1945).
  - Rolf Hirschland, peintre et dessinateur français d'origine allemande († 27 février 1972).
  - George Woodbridge, acteur anglais († 31 mars 1973).
- 18 février : Billy De Wolfe, acteur américain († 5 mars 1974).
- 20 février : Malcolm Atterbury, acteur américain († 16 août 1992).
- 21 février : W. H. Auden, poète et critique anglais († 29 septembre 1973).
- 22 février : Robert Young, acteur américain († 21 juillet 1998).
- 23 février : Ivan Maksimenko, botaniste soviétique († 31 mai 1976).
- 25 février : Yves Le Goff, coureur cycliste français († 11 août 1987).
- 27 février :
  - Hermann Buse, coureur cycliste allemand († 1er janvier 1945).
  - Véra Pagava, peintre géorgienne appartenant à la Nouvelle École de Paris († 25 mars 1988).
  - Pierre Langlade, peintre français († 10 juin 1972).

## Mars
- 2 mars : Kai Fjell, peintre, scénographe et illustrateur norvégien († 10 janvier 1989).
- 4 mars :
  - Edgar Barrier, acteur américain († 20 juin 1964).
  - Joaquim Serra, compositeur et pianiste espagnol († 17 novembre 1957).
  - Maria Branyas Morera, doyenne de l'humanité espagnole († 19 août 2024).
- 5 mars : Zygmunt Haupt, écrivain et peintre polonais († 10 mai 1975).
- 7 mars : George Beck, scénariste, producteur, réalisateur et acteur américain († 6 octobre 1999).
- 9 mars : Mircea Eliade, écrivain roumain († 22 avril 1986).
- 10 mars : Romain Gijssels, coureur cycliste belge († 31 mars 1978).
- 11 mars : Félicien Vervaecke, coureur cycliste belge († 31 octobre 1986).
- Roberte Cusey, Miss France 192712 mars :

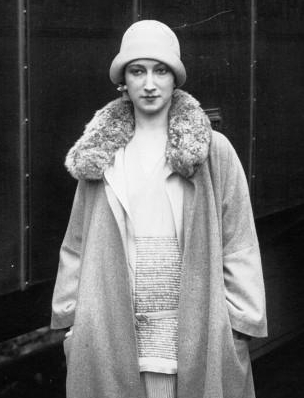
Roberte Cusey, Miss France 1927

  - Émile Bewing, coureur cycliste luxembourgeois († 31 août 1998).
  - Jean Couty, peintre français († 14 mai 1991).
- 13 mars :
  - Wilhelm Borchert, acteur allemand († 1er juin 1990).
  - Irène Klestova, peintre russe puis soviétique († 18 janvier 1988).
- 15 mars : Zareh Mutafian, peintre français d'origine arménienne († 11 mai 1980).
- 17 mars : 
  - Jean Van Houtte, homme politique belge († 23 mai 1991).
  - Elizabeth Zetzel, psychanalyste américaine († 22 novembre 1970).
- 18 mars : Roberte Cusey, élue Miss Jura 1926, puis Miss France 1927 († 9 juin 1946)
- 23 mars :
  - Luigi Barral, coureur cycliste italien († 7 novembre 1962).
  - Daniel Bovet, médecin d'origine suisse Prix Nobel de médecine 1957 († 8 avril 1992).
- 24 mars : Théodore Strawinsky, peintre russe devenu suisse († 16 mai 1989).
- 27 mars : 
  - Emilio Maria Beretta, peintre suisse († 1er juillet 1974)
  - Mary McShain, bienfaitrice américano-irlandaise († 2 décembre 1998).
- 28 mars : 
  - Jean-Claude Fourneau, peintre français († 9 octobre 1981).
  - Jacques Morisson, joueur professionnel français de hockey sur glace († 8 février 1964).
- 29 mars : Carlos Alberto Ferreira Braga, compositeur brésilien († 24 décembre 2006).
- 30 mars : Friedrich August von der Heydte, militaire, juriste constitutionnel et homme politique allemand († 7 juillet 1994).

## Avril
- 1er avril :
  - Günther Arndt, chef de chœur allemand († 25 décembre 1976).
  - Lin Yushan, peintre aquarelliste taïwanais († 20 août 2004).
  - Shivakumara Swami, personnalité de l'aide humanitaire indienne († 21 janvier 2019).
- 3 avril : Isaac Deutscher, journaliste, écrivain et historien polonais († 19 août 1967).
- 4 avril : Shirō Fukai, musicien et compositeur japonais de musique classique († 2 juillet 1959).
- 7 avril : Vahida Maglajlić, Héro du peuple de Yougoslavie († 1er avril 1943).

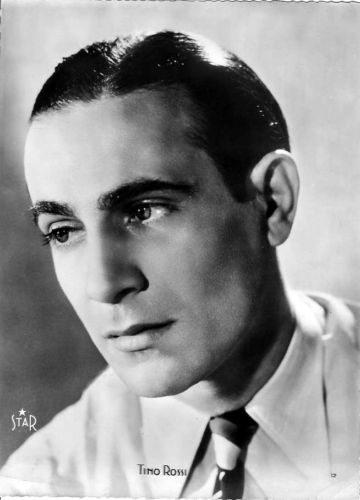
Tino Rossi, interprète de "Petit Papa Noël"

- Tino Rossi, interprète de "Petit Papa Noël"9 avril : René Naud, homme d’affaires, homme politique et colon français († 17 avril 1988).
- 10 avril : Raymond Bruckberger, père dominicain et écrivain français († 4 janvier 1998).
- 11 avril : Paul Douglas, acteur américain († 11 septembre 1959).
- 12 avril : Imogen Holst, compositrice et chef d'orchestre britannique († 9 mars 1984).
- 14 avril : François Duvalier, président haïtien de la République d'Haïti de 1957 à 1971 († 21 avril 1971).
- 15 avril : Jean Fourastié, économiste français († 25 juillet 1990).
- 16 avril : Joseph-Armand Bombardier, inventeur québécois († 18 février 1964).
- 17 avril :
  - Paul Eliasberg, peintre, dessinateur et graveur franco-allemand († 1er octobre 1983).
  - Jeronimas Kačinskas, compositeur américain d’origine lituanienne († 15 septembre 2005).
  - Jules Henri Lengrand, peintre et graveur français († 12 janvier 2001).
- 23 avril : Fritz Wotruba, sculpteur autrichien († 28 août 1975).
- 29 avril :
  - Chūya Nakahara, poète japonais († 22 octobre 1937).
  - Tino Rossi, chanteur français († 27 septembre 1983).
  - Hans Seiler, peintre suisse († 3 août 1986).

## Mai
- 4 mai : Maxence Van der Meersch, écrivain français († 14 janvier 1951).
- 5 mai : Benny Baker, acteur américain († 20 septembre 1994).Katharine Hepburn, 4 fois Oscar de la meilleure actrice

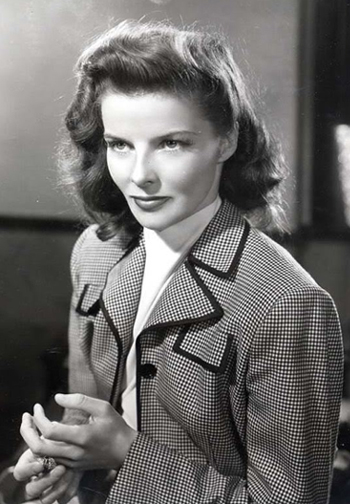
Katharine Hepburn, 4 fois Oscar de la meilleure actrice

- 6 mai : Gust Brouwers, footballeur belge († 5 décembre 1988).
- 7 mai : Ernst Neumann, peintre et graveur canadien-hongrois († 19 mars 1956).
- 10 mai : Daan van Dijk, coureur cycliste néerlandais († 22 novembre 1986).
- 12 mai :
  - Katharine Hepburn, actrice américaine († 29 juin 2003).
  - Said Rustamov, compositeur azéri († 10 juin 1983).
- 13 mai :
  - Robert Humblot, peintre et illustrateur français († 14 mars 1962).
  - Daphne du Maurier, écrivaine anglaise († 19 avril 1989).
- 16 mai : René Morère, peintre français († 23 décembre 1942).
- 20 mai : Hadj El Anka, précurseur et maître de la chanson chaâbi algérienne († 23 novembre 1978).
- 22 mai :
  - Mary Baird, infirmière nord-irlandaise († 25 juin 2009).

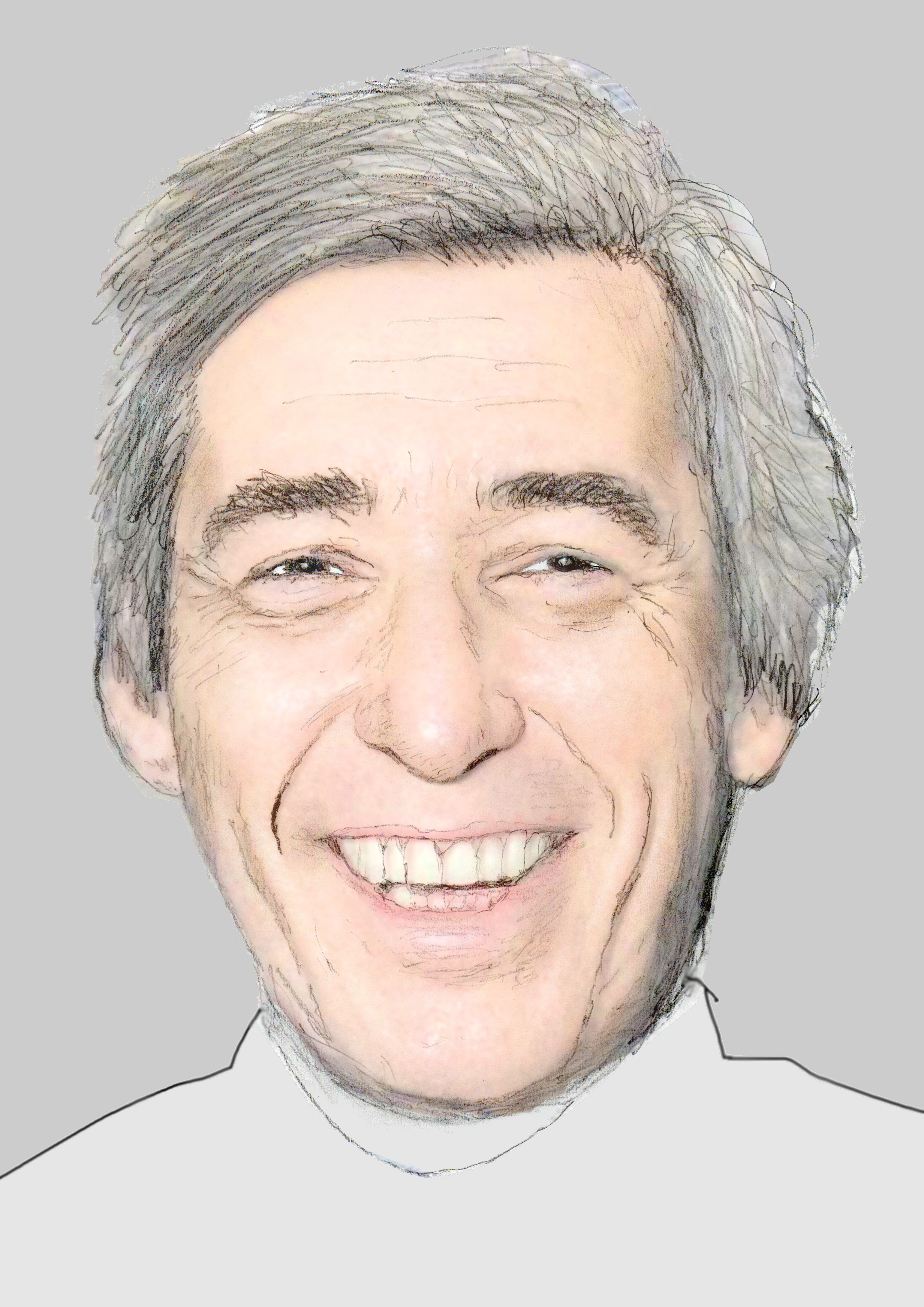
Hergé; créateur de Tintin

  - Hergé; créateur de TintinHergé (Georges Rémi), dessinateur belge († 3 mars 1983).
  - Laurence Olivier, comédien, metteur en scène, directeur de théâtre, réalisateur et scénariste britannique († 11 juillet 1989).
- 23 mai : Ginette Mathiot, enseignante en arts ménagers et auteure de livres de cuisine française († 14 juin 1998).
- 24 mai : Willis Bouchey, acteur américain († 26 août 1977).
- 26 mai : John Wayne, acteur américain († 11 juin 1979).
- 27 mai :
  - Carl Falck, homme d'affaires et grand centenaire norvégien († 23 juillet 2016).
  - Giuseppe Maria Sensi, cardinal italien de la curie romaine († 26 juillet 2001).
- 29 mai : Marcel Bouret, peintre et illustrateur français († 16 octobre 1986).
- 30 mai : Fernando Arbello, tromboniste et arrangeur de jazz américain († 26 juillet 1970).

## Juin
- 8 juin : Georges Speicher, coureur cycliste français († 24 janvier 1978).
- 12 juin : Alexander Wood, footballeur américain et écossais († 20 juillet 1987).
- 14 juin : René Char, poète français, auteur des Feuillets d'Hypnos († 19 février 1988).
- 16 juin :
  - Jack Albertson, acteur américain († 25 novembre 1981).
  - Pierre Parmentier, joueur et entraîneur de football français († 23 février 1977).
- 18 juin :
  - Fernando Diego, footballeur espagnol († 28 janvier 1973).

Paul-Emile Victor; Explorateur polaire.

  - Paul-Emile Victor; Explorateur polaire. Sergueï Koliada, peintre russe puis soviétique († 16 août 1996).
  - Frithjof Schuon, métaphysicien, ésotériste, peintre et poète suisse († 5 mai 1998).
- 19 juin : Ana Figuero, féministe, pédagogue et diplomate chilienne († 8 avril 1970).
- 23 juin : Victor Serventi, compositeur français († 16 mars 2000).
- 24 juin : Aimitsu, peintre japonais († 19 janvier 1946).
- 27 juin : 
  - Albert Büchi, coureur cycliste suisse († août 1988).
  - Rudi Graetz, espérantiste allemand († 1er octobre 1977).
  - John McIntire, acteur américain († 30 janvier 1991).
- 28 juin :
  - Paul-Émile Victor, explorateur français († 7 mars 1995).
  - Maurice Novarina, architecte français († 28 septembre 2002).
- 29 juin : Marcel Chassard, peintre et lithographe français († 17 octobre 1997).

## Juillet
- 2 juillet :
  - Louis Rebour, capitaine au long cours, compagnon de la Libération († 21 février 1941).
  - Jean-Charles Snoy et d'Oppuers, homme politique belge († 17 mai 1991).
- 4 juillet : Thomas Carr, réalisateur et acteur américain († 23 avril 1997).
- 6 juillet : Frida Kahlo, peintre mexicaine († 13 juillet 1954).
- 7 juillet :
  - Robert A. Heinlein, écrivain américain de science-fiction († 8 mai 1988).
  - Maurice Déribéré, ingénieur français spécialisé dans les couleurs († 10 juin 1997).
- 8 juillet :
  - Petre Abrudan, peintre roumain († 18 mai 1979).
  - Kishio Hirao, compositeur japonais († 15 décembre 1953).
- 15 juillet : Anthime Mazeran, industriel et peintre français † 10 août 1986).
- 16 juillet :
  - Rémy Duval, photographe, peintre et lithographe français († 2 août 1984).
  - Barbara Stanwyck, actrice américaine († 20 janvier 1990).
- 17 juillet :
  - John Darrow, acteur américain († 24 février 1980).
  - Henri Mahé, peintre, décorateur et réalisateur français († 20 juin 1975).
- 18 juillet :
  - Yvonne Desportes, compositrice française († 19 décembre 1993).
  - Howard Swanson, compositeur américain († 12 novembre 1978).
- 19 juillet : Paul Magloire, homme politique et militaire haïtien († 12 juillet 2001).
- 21 juillet : Louis Théodore Kleinmann officier français spécialiste du renseignement († 14 juillet 1979).
- 23 juillet : Ali Benouna, footballeur français d'origine algérienne († 6 novembre 1980).
- 24 juillet : Vitaliano Brancati, écrivain italien († 25 septembre 1954).
- 25 juillet :
  - Dmitri Klebanov, compositeur ukrainien († 6 juin 1987).
  - Alfred Letourneur, coureur cycliste français († 4 janvier 1975).
  - Cyril Luckham, acteur britannique († 8 février 1989).
- 27 juillet :
  - Ross Alexander, acteur américain († 2 janvier 1937).
  - Petar Lubarda, peintre serbe puis yougoslave († 13 février 1974).
- 29 juillet :
  - Melvin Belli, avocat et acteur américain († 9 juillet 1996).
  - Georges Dayez, peintre, graveur et lithographe français de la Nouvelle École de Paris († 10 février 1991).
- 30 juillet : Roman Roudenko, homme politique russe puis soviétique († 23 janvier 1981).

## Août
- 1er août : Hisato Ōzawa, compositeur japonais († 28 octobre 1953).
- 2 août : Lê Phổ, peintre vietnamien († 12 décembre 2001).
- 3 août : Paul Monnier, peintre suisse († 24 février 1982).
- 7 août : Lucy Cranwell, botaniste et palynologue néo-zélandaise († 8 juin 2000).
- 8 août : Benny Carter, musicien de jazz américain († 12 juillet 2003).
- 9 août : Jean Mairey, résistant et haut fonctionnaire français († 16 octobre 1982).
- 10 août : Wesley Barry, acteur, réalisateur et producteur américain († 11 avril 1994).
- 18 août : Charles Criswell King, voyant et acteur américain († 4 octobre 1982).
- 22 août :
  - Manoel de Aguiar Fagundes, footballeur brésilien († 22 novembre 1953).
  - Jef Demuysere, coureur cycliste belge († 2 mai 1969).
- 27 août : Alfons Schepers, coureur cycliste belge († 1er décembre 1984).
- 31 août : Edoardo Molinar, coureur cycliste italien († 22 septembre 1994).
- ? août : Silvia de Bondini, peintre italienne († août 1982).

## Septembre
- 1er septembre : Leslie Bradley, acteur anglais († 20 juillet 1974).
- 7 septembre :
  - Ahmet Adnan Saygun, compositeur turc († 6 janvier 1991).
  - Alexandre Serebriakoff, peintre, aquarelliste et décorateur russe puis français († 10 janvier 1995).
- 8 septembre : 
  - Jean Aerts, coureur cycliste belge († 15 juin 1992).
  - Philip Arthur Fisher, écrivain et investisseur américain († 11 mars 2004).
- 9 septembre : Samson Flexor, peintre franco-brésilien († 31 juillet 1971).
- 11 septembre : Raymond Sigurd Fredriksen, peintre français († 10 juin 1986).
- 14 septembre : René Alix, organiste, chef de chœur et compositeur français († 30 décembre 1966).
- 15 septembre :
  - Fay Wray, actrice américaine († 8 août 2004).
  - Edna Mae Burnam, compositrice et éducatrice musicale américaine († 27 avril 2007).
- 17 septembre :Camille Bryen, poète, peintre et graveur français († 8 mai 1977).
- 20 septembre :
  - Jacques Cartier, peintre, sculpteur, dessinateur, graveur, médailleur, illustrateur et décorateur français († 17 octobre 2001).
  - Antoine Khoraiche, patriarche maronite d'Antioche et de tout l'Orient († 19 août 1994).
- 22 septembre : Jacques Derrey, peintre et graveur français († 17 mai 1975).
- 23 septembre : Dominique Aury, écrivaine française († 30 avril 1998).
- 25 septembre : Xavier Haas, peintre et graveur français († 13 octobre 1950).
- 26 septembre :
  - Frans Bonduel, coureur cycliste belge († 23 février 1998).
  - Ralph Michael, acteur britannique († 9 novembre 1994).
  - Giuseppe Santomaso, peintre italien († 23 mai 1990).
- 27 septembre :
  - Zhang Chongren, artiste et sculpteur chinois († 8 octobre 1998).
  - Enrique Mas, footballeur espagnol († 15 février 1975).
  - Bernard Miles, acteur britannique († 14 juin 1991).
  - Bhagat Singh, combattant nationaliste indien († 23 mars 1931).
- 29 septembre :
  - Gene Autry, chanteur et acteur américain († 2 octobre 1998).
  - Helmut Lemke, homme politique allemand († 15 avril 1990).

## Octobre
- 2 octobre :
  - Wolfgang Fortner, compositeur allemand († 5 septembre 1987).
  - Sergueï Krouglov, homme politique russe puis soviétique († 6 juin 1977).
- 4 octobre : Sabine Hettner, peintre germano-française († 6 novembre 1986).
- 7 octobre :
  - Manuel Parera, footballeur espagnol († 12 avril 1975).
  - Pierre Simon, illustrateur, peintre et dessinateur français († 30 janvier 1999).
- 8 octobre : Christina Lochman-Balk, géologue et paléontologue américaine († 8 mars 2006).
- 9 octobre : Jacques Tati, réalisateur français († 5 novembre 1982).
- 10 octobre : 
  - Renée Abel , résistant, Juste parmi les nations († 20 juillet 1980).
  - R. K. Narayan, écrivain indien († 13 mai 2001).
- 13 octobre : René Radius, résistant et un homme politique français († 14 novembre 1994).
- 16 octobre :
  - Robert Micheau-Vernez, peintre, illustrateur, affichiste, céramiste et vitrailliste français († 8 juin 1989).
  - Zezé Moreira, joueur et entraîneur de football brésilien († 10 avril 1998).
  - Louis Toffoli, peintre français († 18 février 1999).
  - Roger Vailland, écrivain français († 12 mai 1965).
- 18 octobre : Dragan Šajnović, violoniste bosnien († 20 juin 1985).
- 19 octobre : Charles Pollaci, peintre et lithographe figuratif français († 29 juin 1988).
- 20 octobre : Mariam Aslamazian, peintre soviétique puis arménienne († 16 juillet 2006).
- 21 octobre : Níkos Engonópoulos, peintre et poète grec († 31 octobre 1985).
- 22 octobre : Jules Roy, écrivain français († 15 juin 2000).
- 24 octobre : Bruno Munari, plasticien, peintre, sculpteur, dessinateur et designer italien († 30 septembre 1998).
- 28 octobre : Samuel Escrich, footballeur espagnol († 30 octobre 1975).
- 29 octobre : Edwige Feuillère, comédienne française († 13 novembre 1998).
- 31 octobre : Michel Boulnois, organiste et compositeur français († 30 novembre 2008).

## Novembre
- 1er novembre :
  - Terence Cuneo, peintre britannique († 3 janvier 1996).
  - Rio Gebhardt, pianiste, chef d'orchestre et compositeur allemand († 24 juin 1944).
  - Homero Manzi, poète, journaliste, homme politique et directeur de cinéma argentin († 3 mai 1951).
  - Édouard Monoré, footballeur français († 10 mars 1964).
- 2 novembre : Walter Kaiser, footballeur allemand naturalisé français († 25 février 1982).
- 3 novembre : Gustav Kilian, coureur cycliste allemand († 19 octobre 2000).
- 5 novembre :
  - Bruno Pellizzari, coureur cycliste italien († 21 décembre 1991).
  - Mikhal Vitouchka, activiste politique russe puis soviétique qui a lutté pour l'indépendance de la Biélorussie († 7 janvier 1945).Henri-Georges Clouzot, le Hitchcock français.

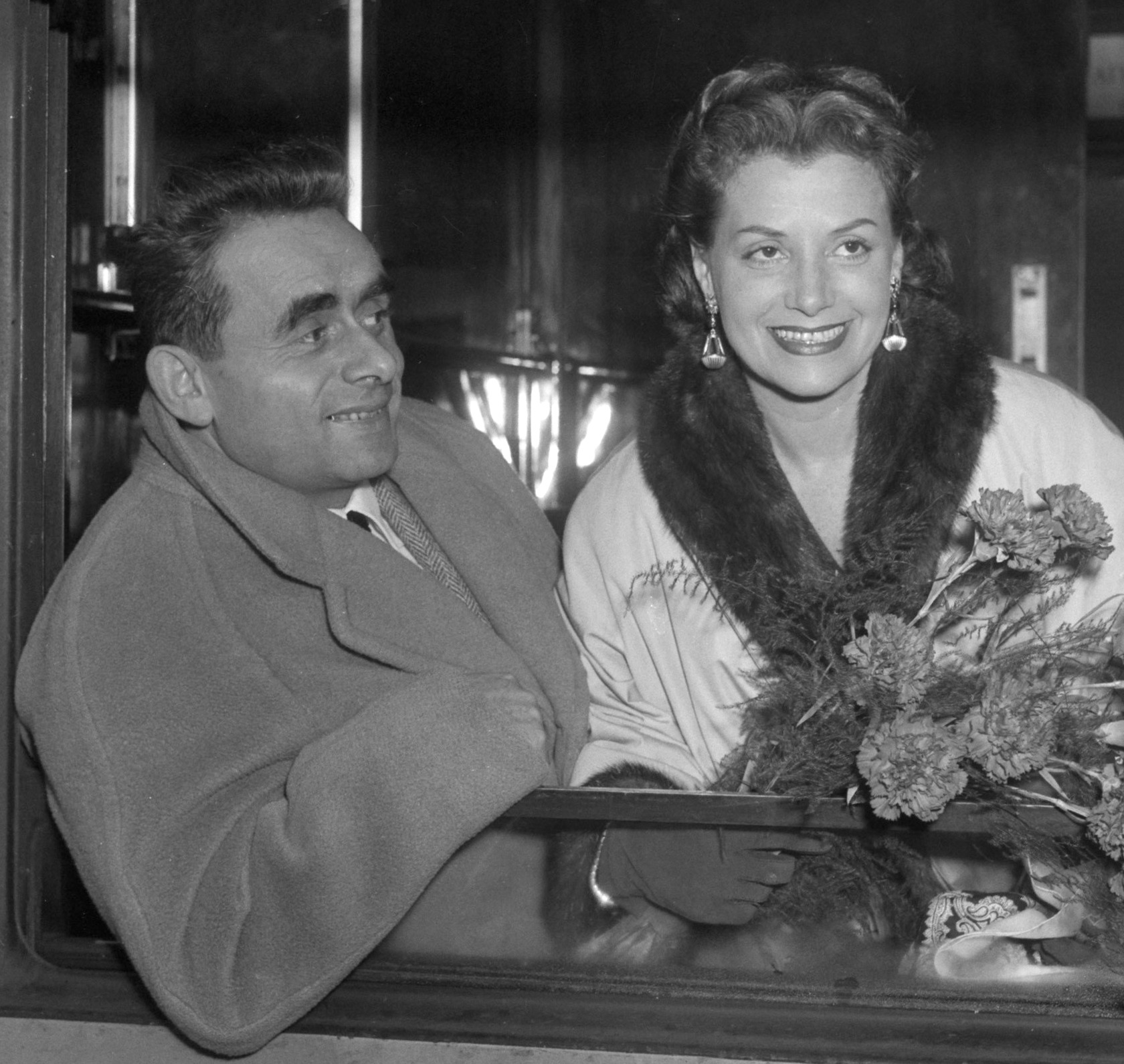
Henri-Georges Clouzot, le Hitchcock français.

- 6 novembre : Raymond Savignac, graphiste et publicitaire français († 31 octobre 2002).
- 10 novembre : Patricio Arnau, footballeur espagnol  († avril 1991).
- 11 novembre :
  - Günter Fronius, entrepreneur austro-roumain († 21 juillet 2015).
  - Edith Oppenheim-Jonas, peintre, dessinatrice et caricaturiste allemande naturalisée suisse († 22 mars 2001).
- 13 novembre : Leonard Penn, acteur américain († 20 mai 1975).
- 14 novembre : Astrid Lindgren, romancière suédoise 28 janvier 2002).
- 16 novembre : Burgess Meredith, acteur américain († 9 septembre 1997).
- 18 novembre : 
  - Yves Brayer, peintre, graveur, illustrateur et décorateur de théâtre français († 29 mai 1990).
  - Roland-Marie Gérardin, peintre français († 21 février 1935).
  - Halldis Moren Vesaas, poétesse norvégienne († 8 septembre 1995).
- 19 novembre :
  - Fernand Cornez, coureur cycliste français († 7 décembre 1997).
  - James Darcy Freeman, cardinal australien, archevêque de Sydney († 16 mars 1991).
- 20 novembre : Henri-Georges Clouzot, cinéaste français († 12 janvier 1977).
- 21 novembre : Giorgio Amendola, écrivain et homme politique italien († 5 juin 1980).
- 22 novembre :
  - Georgette Guilbaud, peintre française († ?).
  - Dora Maar, photographe et peintre française († 16 juillet 1997).
- 23 novembre : Frédéric Hunsinger, résistant français de la police municipale de Colmar († 5 mai 1944).
- 28 novembre : Alberto Moravia, écrivain italien († 26 septembre 1990)
- 30 novembre :
  - Caroline Muller, résistante française fondatrice d'une filière d'évasion aidant les prisonniers de guerre (PG) français, les Alsaciens réfractaires à l'incorporation de force, à s'évader († 21 mai 1958).
  - Louis Toncini, peintre français († 27 décembre 2002).

## Décembre
- 4 décembre : Peter Bartrum, généalogiste britannique († 14 août 2008).
- 6 décembre : Albert Chavaz, peintre suisse († 17 janvier 1990).
- 8 décembre : Tony Aubin, compositeur et chef d'orchestre français († 21 septembre 1981).
- 9 décembre : Charles Bartsch, violoncelliste, chef d'orchestre et compositeur belge († 22 avril 1979).
- 11 décembre : Adriano Vignoli, coureur cycliste italien († 16 juin 1996).
- 12 décembre :
  - Roy Douglas, compositeur, pianiste et arrangeur britannique († 23 mars 2015).
  - Fred Elizalde, compositeur, pianiste classique et de jazz, et chef d'orchestre philippin d'origine espagnole († 16 janvier 1979).
- 15 décembre :
  - Gordon Douglas, réalisateur, acteur, scénariste et producteur américain († 29 septembre 1993).
  - Dom Robert, moine bénédictin, tapissier, peintre et céramiste français († 10 mai 1997).
- 21 décembre :
  - Zoïa Fiodorova, actrice russe puis soviétique († 11 décembre 1981).
  - Harold T. Johnson, homme politique américain († 16 mars 1988).
- 22 décembre :
  - Peggy Ashcroft, comédienne britannique († 14 juin 1991).
  - Louise Cottin, peintre française († 21 janvier 1974).
- 24 décembre : John Cody, cardinal américain, archevêque de Chicago († 25 avril 1982).
- 25 décembre :
  - Cab Calloway, musicien de jazz américain († 18 novembre 1994).
  - Élisabeth Lacoin, écrivaine française († 25 novembre 1929).
  - Mike Mazurki, acteur américain († 9 décembre 1990).
- 28 décembre : Roman Palester, pianiste, compositeur de musique de films et de symphonies polonais († 25 août 1989).
- 31 décembre : Irma Hünerfauth, artiste peintre et sculptrice allemande († 11 décembre 1998).

## Date inconnue
- Wolfgang Seuss, garde de camp de concentration († 22 juin 1960).